# Вулиця Роберта Конквеста (Київ)
Ву́лиця Роберта Конквеста — вулиця в Деснянському районі міста Києва, селище Биківня. Пролягає від вулиці Леся Танюка до кінця забудови.

## Історія
Вулиця виникла в 2010-ті роки під проектною назвою Проектна 13069. Назва на честь британського дипломата, історика Роберта Конквеста - з 2017 року.